# Veljunska Glina
Veljunska Glina is een plaats in de gemeente Slunj in de Kroatische provincie Karlovac. De plaats telt 20 inwoners (2001).